# Touça
Touça es una freguesia portuguesa del municipio de Vila Nova de Foz Côa, con 9,89 km² de superficie y 253 habitantes (2001). Su densidad de población es de 25,6 hab/km².